# Franjo Vrbanić
Franjo Vrbanić, hrvaški pedagog in pravnik, * 1. november 1847, Gospić, † 26. avgust 1909, Zagreb.
Vrbanić je bil rektor Univerze v Zagrebu v študijskem letu 1886/87 in 1901/02 ter profesor na Pravni fakulteti.